# Роханский язык
Ро́ханский или рохи́ррик (англ. Rohirric) — язык, придуманный Дж. Р. Р. Толкином для народа рохиррим в романе «Властелин Колец» (англ. The Lord of the Rings). Однако Толкин не занимался обстоятельной разработкой языка, поэтому известно лишь небольшое количество слов:
- trahan — «нора».
- kûd-dûkan — «обитатель нор» (др.-англ. holbytla).
- lô- (loh-) — префикс, обозначающий «лошадь» (др.-англ. éo- (eoh)).
- Lohtûr — «народ коней» — самоназвание рохиррим (др.-англ. Éothéod).
- Lôgrad — название страны рохиррим (др.-англ. Éo-marc). (Рохан — синдаринский экзоэтноним).
- tûrac — король (корень слова вероятно заимствован из синдарина).
- róg — «дикарь».
- rógin — «дикари»[1][2].

Передача Толкином роханских слов англосаксонским привела к ошибочному интерпретированию роханского языка как древнеанглийского. Перевод на древнеанглийский осуществлялся Толкином с целью соблюсти преемственность по отношению к вестрону, который переводился автором на современный английский. Поскольку роханский являлся предком вестрона, то Толкин использовал предка английского языка — древнеанглийский.

## Рохиррик, рохирийский или роханский?
Обозначая язык рохиррим, Толкин в целом опирается на перифраз «Язык Рохана», не называя язык в явном виде. Термин «рохиррик» (англ. Rohirric), в основном используется англофонами и был разработан и распространён Робертом Фостером в его справочнике «Полное руководство по Средиземью». В тексте, опубликованном посмертно, Толкин использует «rohanese» один раз, который мог быть логично русифицирован в «роханский». В своём словаре языков хоббитов, гномов, орков (и так далее), Эдуард Клочко сохраняет «роханский» и «рохиррик» как возможные имена, с предпочтением последнего (стр. 153, § 137). «Рохирийский» (англ. Rohirian) — является альтернативной формой использовавшейся Толкином.